# Бред Стоун (журналіст)
Бред Стоун  (англ. Brad Stone; нар. 1971) — американський журналіст, автор багатьох статей та книг, що стали бестселерами. Стоун спеціалізується на аналітичних оглядах провідних високотехнологічних компаній та публікаціях про популярних людей, але світове визнання принесло видання у 2003 році його першої книги, присвяченої роботизованим видам спорту «Gearheads: the Turbulent Rise of Robotic Sports». Понад 15 років він проживає у Сан-Франциско, працюючи старшим виконавчим редактором Bloomberg News.

## Біографія
Бред Стоун народився у 1971 році в Клівленді, штат Огайо. В 1993 році закінчив Колумбійський університет, почавши журналістську діяльність ще у період навчання.
З 1998 по 2006 рр. Стоун працював кореспондентом у Кремнієвій долині від журналу Newsweek (зараз — тільки онлайн-видання), писав для розділу технології та бізнес-розділів журналу, та вів регулярну онлайн-колонку.
З 2006 року працював репортером у «Нью-Йорк Таймс», звідки перейшов до «BusinessWeek». Протягом останніх кількох років Стоун, як письменник компанії Bloomberg BusinessWeek, написав понад двадцять історій «на першу смугу», про таки компанії, як Apple, Google, Amazon, Yahoo, Twitter, Facebook та китайські інтернет-джиггернаути Didi, Tencent й Baidu.
Зараз Бред Стоун є старшим виконавчим редактором з питань технологій в Bloomberg News, де він керує командою з 50 репортерів та редакторів, які охоплюють високотехнологічні компанії, стартапи та інтернет-тенденції в усьому світі.
Коли він не намагається деконструювати високотехнологічні фірми, що визначають наше майбутнє, він пише про заборонені американські авіакомпанії, бойові літаки, що озброєні дронами — безпілотними літальними апаратами, про роздрібного американського гіганта Costco та простежує обман міжнародного шахрая й ймовірного вбивці. Стоун — частий гість на Bloomberg Technology, щоденному шоу, присвяченому технологіям.

## Відомі твори
- У 2003 році видавництво «Simon and Schuster» опублікувало першу книгу «Gearheads: Turbulent Rise of Robotic Sports» про культуру бойового робота.
- 5 серпня 2007 року, Стоун опублікував статтю в «The New York Times» про викриттяДаніеля Лайонса, на той час старшого редактора Forbes, як «Fake Steve Jobs» (не справжній Стів Джобс), автора відомого «Options: The Secret Life of Steve Jobs».
- У жовтні 2013 року «Little, Brown and Company» опублікувало книгу Стоуна «The Everything Store: Jeff Bezos and the Age of Amazon» (укр. Продається все. Джефф Безос та ера Amazon) про зростання Amazon.com. Робота Стоуна над книгою призвело до відкриття біологічного батька Джеффа Безоса, власника магазину велосипедів в Аризоні, який раніше не знав, що його син був засновником і генеральним директором Amazon.com.
- У січні 2017 року «Little, Brown and Company» опублікувало третю книгу Стоуна — «The Upstarts: How Uber, Airbnb, and the Killer Companies of the New Silicon Valley Are Changing the World» (укр. Вискочки. Uber, Airbnb та битва за Кремнієву долину), яка стала черговим бестселером.
- Стоун, Бред Продається все. Ера Amazon / пер. з англ. Наталія Валевська. — К.: Наш Формат, 2017. — 400 с. — ISBN 978-617-7552-03-0.

## Нагороди
- Видання «San Francisco Chronicle» відзначило «Gearheads: Turbulent Rise of Robotic Sports» як одну з кращих книг 2003 року.
- У 2013 році книга «The Everything Store: Jeff Bezos and the Age of Amazon» увійшла до переліку «The Financial Times and Goldman Sachs Business Book of the Year Award»[8].